# Friedrich Bach (Dichter)
Friedrich Bach (* 13. August 1817 in Königgrätz in Böhmen; † 6. oder 5. September oder 5. November 1865 in Werschetz) war ein österreichischer Dichter und Mediziner.

## Leben
Friedrich Bach war der Sohn eines Baubeamten.
Gemeinsam mit seinen Eltern übersiedelte er 1824 nach Prag und erhielt dort seine erste Schulausbildung und besuchte später das Prager Deutsche Altstädter Gymnasium.
Bereits früh entwickelte er eine Neigung, dichterisch tätig zu werden und wurde hierbei durch seinen Lehrer Josef Jungmann gefördert.
Er immatrikulierte sich an der Universität Prag und studierte Medizin. 1842 promovierte er zum Doktor der Chirurgie und wurde Magister der Geburtshilfe. Während des Studiums veröffentlichte er einige kleinere Werke, so unter anderem 1839 Die Sensitiven. Zu seinen Kommilitonen gehörten unter anderem Moritz Hartmann, Isidor Heller (1816–1879) und Friedrich Hirschl (1822–1882).
Nach Beendigung des Studiums war er in Prag und in der Umgebung als Arzt tätig. Als im Frühjahr 1847 im Banater Bergdistrikt (siehe Banater Berglanddeutsche) eine Typhusepidemie ausbrach, zu deren Opfern auch mehrere Ärzte gehörten, begab er sich nach Orawitz, heiratete dort und praktizierte mehrere Jahre.
1851 wurde er Bergwerksarzt in Steyerdorf, bevor er als Bergwerksarzt nach Reschitza ging; dort ging er, nach dem Verkauf der Banater Bergwerke in die Dienste der k. k. privaten österreichische Staatseisenbahngesellschaft.
Er zog 1865 nach Werschetz und war dort bis zu seinem Tod als Arzt tätig.
Seine Gedichte wurden später teilweise auch vertont, unter anderem von Johann Vesque von Püttlingen, Ludwig Grünberger und Johann Peter Cornelius d’Alquen.
Er pflegte eine freundschaftliche Verbindung mit Alfred Meißner, Moritz Hartmann, Siegfried Kapper.

## Schriften (Auswahl)
- Die Sensitiven. Leipzig, 1839 (Digitalisat).
- Neue Gedichte. Leipzig, 1847.